# 16e étape du Tour d'Espagne 2020
Pour un article plus général, voir Tour d'Espagne 2020.
La 16e étape du Tour d'Espagne 2020 se déroule le vendredi 6 novembre 2020, de Salamanque à Ciudad Rodrigo, sur une distance de 162 km.

## Résultats

### Classement de l'étape
| \| Classement de l'étape \| Classement de l'étape \| Classement de l'étape \| Classement de l'étape \| Classement de l'étape \| \| Coureur \| Coureur \| Pays \| Équipe \| Temps \| \| --------------------- \| --------------------- \| --------------------- \| --------------------- \| --------------------- \| \| 1er \| Magnus Cort Nielsen \| Danemark \| EF Pro Cycling \| 4 h 04 min 35 s \| \| 2e \| Primož Roglič \| Slovénie \| Jumbo-Visma \| + 0 s \| \| 3e \| Dion Smith \| Nouvelle-Zélande \| Mitchelton-Scott \| + 0 s \| \| 4e \| Alejandro Valverde \| Espagne \| Movistar Team \| + 0 s \| \| 5e \| Richard Carapaz \| Équateur \| Ineos Grenadiers \| + 0 s \| \| 6e \| Felix Großschartner \| Autriche \| Bora-Hansgrohe \| + 0 s \| \| 7e \| Dorian Godon \| France \| AG2R La Mondiale \| + 0 s \| \| 8e \| Michael Valgren \| Danemark \| NTT Pro Cycling \| + 0 s \| \| 9e \| Jasha Sütterlin \| Allemagne \| Team Sunweb \| + 0 s \| \| 10e \| Aleksandr Vlasov \| Russie \| Astana \| + 0 s \| |                     |                  |                  |                 |
| |                     |                  |                  |                 |
| Source : ProCyclingStats |                     |                  |                  |                 |
| Classement de l'étape |                     |                  |                  |                 |
| Coureur | Coureur             | Pays             | Équipe           | Temps           |
| 1er | Magnus Cort Nielsen | Danemark         | EF Pro Cycling   | 4 h 04 min 35 s |
| 2e | Primož Roglič       | Slovénie         | Jumbo-Visma      | + 0 s           |
| 3e | Dion Smith          | Nouvelle-Zélande | Mitchelton-Scott | + 0 s           |
| 4e | Alejandro Valverde  | Espagne          | Movistar Team    | + 0 s           |
| 5e | Richard Carapaz     | Équateur         | Ineos Grenadiers | + 0 s           |
| 6e | Felix Großschartner | Autriche         | Bora-Hansgrohe   | + 0 s           |
| 7e | Dorian Godon        | France           | AG2R La Mondiale | + 0 s           |
| 8e | Michael Valgren     | Danemark         | NTT Pro Cycling  | + 0 s           |
| 9e | Jasha Sütterlin     | Allemagne        | Team Sunweb      | + 0 s           |
| 10e | Aleksandr Vlasov    | Russie           | Astana           | + 0 s           |

### Points attribués pour le classement par points
| Sprint intermédiaire Serradilla del Llano (km 139,7) | Sprint intermédiaire Serradilla del Llano (km 139,7) | Sprint intermédiaire Serradilla del Llano (km 139,7) | Sprint intermédiaire Serradilla del Llano (km 139,7) | Sprint intermédiaire Serradilla del Llano (km 139,7) |
| ---------------------------------------------------- | ---------------------------------------------------- | ---------------------------------------------------- | ---------------------------------------------------- | ---------------------------------------------------- |
|                                                      | Coureur                                              | Pays                                                 | Équipe                                               | Point(s)                                             |
| 1er                                                  | Robert Stannard                                      | Australie                                            | Mitchelton-Scott                                     | 4                                                    |
| 2e                                                   | Rémi Cavagna                                         | France                                               | Deceuninck-Quick Step                                | 2                                                    |
| 3e                                                   | Jorge Arcas                                          | Espagne                                              | Movistar                                             | 1                                                    |
| modifier                                             |                                                      |                                                      |                                                      |                                                      |

| Arrivée d'étape Ciudad Rodrigo (km 162) | Arrivée d'étape Ciudad Rodrigo (km 162) | Arrivée d'étape Ciudad Rodrigo (km 162) | Arrivée d'étape Ciudad Rodrigo (km 162) | Arrivée d'étape Ciudad Rodrigo (km 162) |
| --------------------------------------- | --------------------------------------- | --------------------------------------- | --------------------------------------- | --------------------------------------- |
|                                         | Coureur                                 | Pays                                    | Équipe                                  | Point(s)                                |
| 1er                                     | Magnus Cort Nielsen                     | Danemark                                | EF Pro Cycling                          | 25                                      |
| 2e                                      | Primož Roglič                           | Slovénie                                | Jumbo-Visma                             | 20                                      |
| 3e                                      | Dion Smith                              | Nouvelle-Zélande                        | Mitchelton-Scott                        | 16                                      |
| 4e                                      | Alejandro Valverde                      | Espagne                                 | Movistar                                | 14                                      |
| 5e                                      | Richard Carapaz                         | Équateur                                | Ineos Grenadiers                        | 12                                      |
| 6e                                      | Felix Großschartner                     | Autriche                                | Bora-Hansgrohe                          | 10                                      |
| 7e                                      | Dorian Godon                            | France                                  | AG2R La Mondiale                        | 9                                       |
| 8e                                      | Michael Valgren                         | Danemark                                | NTT Pro Cycling                         | 8                                       |
| 9e                                      | Jasha Sütterlin                         | Allemagne                               | Sunweb                                  | 7                                       |
| 10e                                     | Aleksandr Vlasov                        | Russie                                  | Astana                                  | 6                                       |
| 11e                                     | Wout Poels                              | Pays-Bas                                | Bahrain-McLaren                         | 5                                       |
| 12e                                     | Guillaume Martin                        | France                                  | Cofidis                                 | 4                                       |
| 13e                                     | Luis Ángel Maté                         | Espagne                                 | Cofidis                                 | 3                                       |
| 14e                                     | Nans Peters                             | France                                  | AG2R La Mondiale                        | 2                                       |
| 15e                                     | Sepp Kuss                               | États-Unis                              | Jumbo-Visma                             | 1                                       |
| modifier                                |                                         |                                         |                                         |                                         |

### Points attribués pour le classement du meilleur grimpeur
| El Portillo (km 90,8) 2e catégorie (13,8 km à 4,4%) | El Portillo (km 90,8) 2e catégorie (13,8 km à 4,4%) | El Portillo (km 90,8) 2e catégorie (13,8 km à 4,4%) | El Portillo (km 90,8) 2e catégorie (13,8 km à 4,4%) | El Portillo (km 90,8) 2e catégorie (13,8 km à 4,4%) |
| --------------------------------------------------- | --------------------------------------------------- | --------------------------------------------------- | --------------------------------------------------- | --------------------------------------------------- |
|                                                     | Coureur                                             | Pays                                                | Équipe                                              | Point(s)                                            |
| 1er                                                 | Robert Stannard                                     | Australie                                           | Mitchelton-Scott                                    | 5                                                   |
| 2e                                                  | Kobe Goossens                                       | Belgique                                            | Lotto-Soudal                                        | 3                                                   |
| 3e                                                  | Rémi Cavagna                                        | France                                              | Deceuninck-Quick Step                               | 1                                                   |
| modifier                                            |                                                     |                                                     |                                                     |                                                     |

| El Robledo (km 126,7) 1re catégorie (11,7 km à 3,8%) | El Robledo (km 126,7) 1re catégorie (11,7 km à 3,8%) | El Robledo (km 126,7) 1re catégorie (11,7 km à 3,8%) | El Robledo (km 126,7) 1re catégorie (11,7 km à 3,8%) | El Robledo (km 126,7) 1re catégorie (11,7 km à 3,8%) |
| ---------------------------------------------------- | ---------------------------------------------------- | ---------------------------------------------------- | ---------------------------------------------------- | ---------------------------------------------------- |
|                                                      | Coureur                                              | Pays                                                 | Équipe                                               | Point(s)                                             |
| 1er                                                  | Robert Stannard                                      | Australie                                            | Mitchelton-Scott                                     | 10                                                   |
| 2e                                                   | Rémi Cavagna                                         | France                                               | Deceuninck-Quick Step                                | 6                                                    |
| 3e                                                   | Luis Ángel Maté                                      | Espagne                                              | Cofidis                                              | 4                                                    |
| 4e                                                   | Rui Costa                                            | Portugal                                             | UAE Emirates                                         | 2                                                    |
| 5e                                                   | Robert Power                                         | Australie                                            | Sunweb                                               | 1                                                    |
| modifier                                             |                                                      |                                                      |                                                      |                                                      |

### Bonifications
|   | Coureur         | Pays      | Équipe                | Secondes |
| - | --------------- | --------- | --------------------- | -------- |
| 1 | Robert Stannard | Australie | Mitchelton-Scott      | 3 s      |
| 2 | Rémi Cavagna    | France    | Deceuninck-Quick Step | 2 s      |
| 3 | Jorge Arcas     | Espagne   | Movistar              | 1 s      |

|   | Coureur             | Pays             | Équipe           | Secondes |
| - | ------------------- | ---------------- | ---------------- | -------- |
| 1 | Magnus Cort Nielsen | Danemark         | EF ProCycling    | 10 s     |
| 2 | Primož Roglič       | Slovénie         | Jumbo-Visma      | 6 s      |
| 3 | Dion Smith          | Nouvelle-Zélande | Mitchelton-Scott | 4 s      |

## Classements à l'issue de l'étape

### Classement général
| \| Classement général \| Classement général \| Classement général \| Classement général \| Classement général \| \| Coureur \| Coureur \| Pays \| Équipe \| Temps \| \| ------------------ \| ------------------- \| ------------------ \| ---------------------- \| ------------------ \| \| 1er \| Primož Roglič \| Slovénie \| Jumbo-Visma \| 64 h 20 min 31 s \| \| 2e \| Richard Carapaz \| Équateur \| Ineos Grenadiers \| + 45 s \| \| 3e \| Hugh Carthy \| Royaume-Uni \| EF Pro Cycling \| + 53 s \| \| 4e \| Dan Martin \| Irlande \| Israel Start-Up Nation \| + 1 min 48 s \| \| 5e \| Enric Mas \| Espagne \| Movistar Team \| + 3 min 29 s \| \| 6e \| Wout Poels \| Pays-Bas \| Bahrain McLaren \| + 6 min 21 s \| \| 7e \| Felix Großschartner \| Autriche \| Bora-Hansgrohe \| + 7 min 20 s \| \| 8e \| Alejandro Valverde \| Espagne \| Movistar Team \| + 8 min 45 s \| \| 9e \| Aleksandr Vlasov \| Russie \| Astana \| + 8 min 54 s \| \| 10e \| David de la Cruz \| Espagne \| UAE Team Emirates \| + 9 min 29 s \| |                     |             |                        |                  |
| |                     |             |                        |                  |
| Source : ProCyclingStats |                     |             |                        |                  |
| Classement général |                     |             |                        |                  |
| Coureur | Coureur             | Pays        | Équipe                 | Temps            |
| 1er | Primož Roglič       | Slovénie    | Jumbo-Visma            | 64 h 20 min 31 s |
| 2e | Richard Carapaz     | Équateur    | Ineos Grenadiers       | + 45 s           |
| 3e | Hugh Carthy         | Royaume-Uni | EF Pro Cycling         | + 53 s           |
| 4e | Dan Martin          | Irlande     | Israel Start-Up Nation | + 1 min 48 s     |
| 5e | Enric Mas           | Espagne     | Movistar Team          | + 3 min 29 s     |
| 6e | Wout Poels          | Pays-Bas    | Bahrain McLaren        | + 6 min 21 s     |
| 7e | Felix Großschartner | Autriche    | Bora-Hansgrohe         | + 7 min 20 s     |
| 8e | Alejandro Valverde  | Espagne     | Movistar Team          | + 8 min 45 s     |
| 9e | Aleksandr Vlasov    | Russie      | Astana                 | + 8 min 54 s     |
| 10e | David de la Cruz    | Espagne     | UAE Team Emirates      | + 9 min 29 s     |

| Classement par points | Classement par points | Classement par points | Classement par points  | Classement par points |
| Coureur               | Coureur               | Pays                  | Équipe                 | Points                |
| --------------------- | --------------------- | --------------------- | ---------------------- | --------------------- |
| 1er                   | Primož Roglič         | Slovénie              | Jumbo-Visma            | 198 pts               |
| 2e                    | Richard Carapaz       | Équateur              | Ineos Grenadiers       | 125 pts               |
| 3e                    | Dan Martin            | Irlande               | Israel Start-Up Nation | 111 pts               |
| 4e                    | Hugh Carthy           | Royaume-Uni           | EF Pro Cycling         | 89 pts                |
| 5e                    | Guillaume Martin      | France                | Cofidis                | 78 pts                |
| 6e                    | Michael Woods         | Canada                | EF Pro Cycling         | 72 pts                |
| 7e                    | Felix Großschartner   | Autriche              | Bora-Hansgrohe         | 71 pts                |
| 8e                    | Marc Soler            | Espagne               | Movistar Team          | 69 pts                |
| 9e                    | Jasper Philipsen      | Belgique              | UAE Team Emirates      | 66 pts                |
| 10e                   | Enric Mas             | Espagne               | Movistar Team          | 66 pts                |

| Classement par points | Classement par points | Classement par points | Classement par points  | Classement par points |
| Coureur               | Coureur               | Pays                  | Équipe                 | Points                |
| --------------------- | --------------------- | --------------------- | ---------------------- | --------------------- |
| 1er                   | Primož Roglič         | Slovénie              | Jumbo-Visma            | 198 pts               |
| 2e                    | Richard Carapaz       | Équateur              | Ineos Grenadiers       | 125 pts               |
| 3e                    | Dan Martin            | Irlande               | Israel Start-Up Nation | 111 pts               |
| 4e                    | Hugh Carthy           | Royaume-Uni           | EF Pro Cycling         | 89 pts                |
| 5e                    | Guillaume Martin      | France                | Cofidis                | 78 pts                |
| 6e                    | Michael Woods         | Canada                | EF Pro Cycling         | 72 pts                |
| 7e                    | Felix Großschartner   | Autriche              | Bora-Hansgrohe         | 71 pts                |
| 8e                    | Marc Soler            | Espagne               | Movistar Team          | 69 pts                |
| 9e                    | Jasper Philipsen      | Belgique              | UAE Team Emirates      | 66 pts                |
| 10e                   | Enric Mas             | Espagne               | Movistar Team          | 66 pts                |

| Classement de la montagne | Classement de la montagne | Classement de la montagne | Classement de la montagne | Classement de la montagne |
| Coureur                   | Coureur                   | Pays                      | Équipe                    | Points                    |
| ------------------------- | ------------------------- | ------------------------- | ------------------------- | ------------------------- |
| 1er                       | Guillaume Martin          | France                    | Cofidis                   | 89 pts                    |
| 2e                        | Tim Wellens               | Belgique                  | Lotto-Soudal              | 34 pts                    |
| 3e                        | Richard Carapaz           | Équateur                  | Ineos Grenadiers          | 30 pts                    |
| 4e                        | Sepp Kuss                 | États-Unis                | Jumbo-Visma               | 27 pts                    |
| 5e                        | Primož Roglič             | Slovénie                  | Jumbo-Visma               | 24 pts                    |
| 6e                        | Hugh Carthy               | Royaume-Uni               | EF Pro Cycling            | 21 pts                    |
| 7e                        | Michael Woods             | Canada                    | EF Pro Cycling            | 21 pts                    |
| 8e                        | Dan Martin                | Irlande                   | Israel Start-Up Nation    | 20 pts                    |
| 9e                        | Aleksandr Vlasov          | Russie                    | Astana                    | 18 pts                    |
| 10e                       | Marc Soler                | Espagne                   | Movistar Team             | 18 pts                    |

| Classement de la montagne | Classement de la montagne | Classement de la montagne | Classement de la montagne | Classement de la montagne |
| Coureur                   | Coureur                   | Pays                      | Équipe                    | Points                    |
| ------------------------- | ------------------------- | ------------------------- | ------------------------- | ------------------------- |
| 1er                       | Guillaume Martin          | France                    | Cofidis                   | 89 pts                    |
| 2e                        | Tim Wellens               | Belgique                  | Lotto-Soudal              | 34 pts                    |
| 3e                        | Richard Carapaz           | Équateur                  | Ineos Grenadiers          | 30 pts                    |
| 4e                        | Sepp Kuss                 | États-Unis                | Jumbo-Visma               | 27 pts                    |
| 5e                        | Primož Roglič             | Slovénie                  | Jumbo-Visma               | 24 pts                    |
| 6e                        | Hugh Carthy               | Royaume-Uni               | EF Pro Cycling            | 21 pts                    |
| 7e                        | Michael Woods             | Canada                    | EF Pro Cycling            | 21 pts                    |
| 8e                        | Dan Martin                | Irlande                   | Israel Start-Up Nation    | 20 pts                    |
| 9e                        | Aleksandr Vlasov          | Russie                    | Astana                    | 18 pts                    |
| 10e                       | Marc Soler                | Espagne                   | Movistar Team             | 18 pts                    |

| Classement du meilleur jeune | Classement du meilleur jeune | Classement du meilleur jeune | Classement du meilleur jeune | Classement du meilleur jeune |
| Coureur                      | Coureur                      | Pays                         | Équipe                       | Temps                        |
| ---------------------------- | ---------------------------- | ---------------------------- | ---------------------------- | ---------------------------- |
| 1er                          | Enric Mas                    | Espagne                      | Movistar Team                | 64 h 24 min 00 s             |
| 2e                           | Aleksandr Vlasov             | Russie                       | Astana                       | + 5 min 25 s                 |
| 3e                           | David Gaudu                  | France                       | Groupama-FDJ                 | + 7 min 22 s                 |
| 4e                           | Georg Zimmermann             | Allemagne                    | CCC Team                     | + 35 min 40 s                |
| 5e                           | William Barta                | États-Unis                   | CCC Team                     | + 41 min 11 s                |
| 6e                           | Gino Mäder                   | Suisse                       | NTT Pro Cycling              | + 42 min 44 s                |
| 7e                           | Kobe Goossens                | Belgique                     | Lotto-Soudal                 | + 42 min 55 s                |
| 8e                           | Clément Champoussin          | France                       | AG2R La Mondiale             | + 1 h 10 min 20 s            |
| 9e                           | Robert Power                 | Australie                    | Team Sunweb                  | + 1 h 24 min 17 s            |
| 10e                          | Juan Pedro López             | Espagne                      | Trek-Segafredo               | + 1 h 33 min 29 s            |

| Classement du meilleur jeune | Classement du meilleur jeune | Classement du meilleur jeune | Classement du meilleur jeune | Classement du meilleur jeune |
| Coureur                      | Coureur                      | Pays                         | Équipe                       | Temps                        |
| ---------------------------- | ---------------------------- | ---------------------------- | ---------------------------- | ---------------------------- |
| 1er                          | Enric Mas                    | Espagne                      | Movistar Team                | 64 h 24 min 00 s             |
| 2e                           | Aleksandr Vlasov             | Russie                       | Astana                       | + 5 min 25 s                 |
| 3e                           | David Gaudu                  | France                       | Groupama-FDJ                 | + 7 min 22 s                 |
| 4e                           | Georg Zimmermann             | Allemagne                    | CCC Team                     | + 35 min 40 s                |
| 5e                           | William Barta                | États-Unis                   | CCC Team                     | + 41 min 11 s                |
| 6e                           | Gino Mäder                   | Suisse                       | NTT Pro Cycling              | + 42 min 44 s                |
| 7e                           | Kobe Goossens                | Belgique                     | Lotto-Soudal                 | + 42 min 55 s                |
| 8e                           | Clément Champoussin          | France                       | AG2R La Mondiale             | + 1 h 10 min 20 s            |
| 9e                           | Robert Power                 | Australie                    | Team Sunweb                  | + 1 h 24 min 17 s            |
| 10e                          | Juan Pedro López             | Espagne                      | Trek-Segafredo               | + 1 h 33 min 29 s            |

| Classement par équipes | Classement par équipes | Classement par équipes | Classement par équipes |
| Équipe                 | Équipe                 | Pays                   | Temps                  |
| ---------------------- | ---------------------- | ---------------------- | ---------------------- |
| 1re                    | Movistar Team          | Espagne                | 193 h 19 min 02 s      |
| 2e                     | Jumbo-Visma            | Pays-Bas               | + 7 min 48 s           |
| 3e                     | Astana                 | Kazakhstan             | + 40 min 17 s          |
| 4e                     | UAE Team Emirates      | Émirats arabes unis    | + 54 min 01 s          |
| 5e                     | Mitchelton-Scott       | Australie              | + 58 min 33 s          |
| 6e                     | Cofidis                | France                 | + 1 h 27 min 26 s      |
| 7e                     | Ineos Grenadiers       | Royaume-Uni            | + 1 h 54 min 29 s      |
| 8e                     | Groupama-FDJ           | France                 | + 2 h 26 min 48 s      |
| 9e                     | EF Pro Cycling         | États-Unis             | + 2 h 29 min 11 s      |
| 10e                    | CCC Team               | Pologne                | + 2 h 52 min 47 s      |

| Classement par équipes | Classement par équipes | Classement par équipes | Classement par équipes |
| Équipe                 | Équipe                 | Pays                   | Temps                  |
| ---------------------- | ---------------------- | ---------------------- | ---------------------- |
| 1re                    | Movistar Team          | Espagne                | 193 h 19 min 02 s      |
| 2e                     | Jumbo-Visma            | Pays-Bas               | + 7 min 48 s           |
| 3e                     | Astana                 | Kazakhstan             | + 40 min 17 s          |
| 4e                     | UAE Team Emirates      | Émirats arabes unis    | + 54 min 01 s          |
| 5e                     | Mitchelton-Scott       | Australie              | + 58 min 33 s          |
| 6e                     | Cofidis                | France                 | + 1 h 27 min 26 s      |
| 7e                     | Ineos Grenadiers       | Royaume-Uni            | + 1 h 54 min 29 s      |
| 8e                     | Groupama-FDJ           | France                 | + 2 h 26 min 48 s      |
| 9e                     | EF Pro Cycling         | États-Unis             | + 2 h 29 min 11 s      |
| 10e                    | CCC Team               | Pologne                | + 2 h 52 min 47 s      |

## Prix de la Combativité
- Rémi Cavagna (Deceuninck-Quick Step)

## Abandons
- Andrea Bagioli (Deceuninck-Quick Step) : abandon
- Luis León Sánchez (Astana) : non-partant